# Município de Monroe (condado de Madison, Ohio)
O município de Monroe (em inglês: Monroe Township) é um município localizado no condado de Madison no estado estadounidense de Ohio. No ano de 2010 tinha uma população de 1.719 habitantes e uma densidade populacional de 28,99 pessoas por km².

## Geografia
O município de Monroe encontra-se localizado nas coordenadas 40° 01′ 18″ N, 83° 24′ 32″ O. Segundo o Departamento do Censo dos Estados Unidos, o município tem uma superfície total de 59,29 km², todos correspondentes a terra firme.

## Demografia
Segundo o censo de 2010, tinha 1.719 habitantes residindo no município de Monroe. A densidade populacional era de 28,99 hab./km². Dos 1.719 habitantes, o município de Monroe estava composto pelo 98,14 % brancos, o 0,47 % eram afroamericanos, o 0,12 % eram amerindios, o 0,12 % eram asiáticos, o 0,47 % eram de outras raças e o 0,7 % eram de uma mistura de raças. Do total da população o 1,51 % eram hispanos ou latinos de qualquer raça.